# Palacio de Fuenclara
El palacio de Fuenclara en Zaragoza (España) fue construido en la segunda mitad del siglo XVI por encargo de don Antonio Agustín, padre del arzobispo de Tarragona y eminente canonista, transformado en el siglo XVII por sus nuevos inquilinos, los Condes de Fuenclara. 
Es un edificio exento que constaba originalmente de tres plantas, aunque en la actualidad tiene una planta más. 
De cualquier modo y a pesar de las profundas modificaciones realizadas en el espacio interior, éste sigue articulándose en torno a un patio central con una escalera monumental de acceso al resto de los pisos. El patio presenta cuatro columnas toscanas sobre basa y plinto, que sostienen zapatas de apeo para el forjado de madera que cierra las crujías. La parte baja del patio está decorada con un arrimadero de cerámica de Muel. 
La fachada principal, que da a la calle Fuenclara, también ha sufrido algunas transformaciones. La planta baja hoy presenta locales comerciales que ocultan el primitivo acceso en arco de medio punto, la planta noble en la actualidad se encuentra dividida en dos y abierta por vanos adintelados y la última muestra una serie de ventanas adinteladas que viene a sustituir a la original galería aragonesa de arquillos de medio punto. Está realizada totalmente en ladrillo y remata con un potente alero. 